# Natalie Hanslik
Natalie Hanslik (* 1982 in Hannover) ist eine deutsche Schauspielerin.

## Leben und Karriere
Sie absolvierte ihre Schauspielausbildung von 2004 bis 2008 an der Hochschule für Musik und Theater Hannover und schloss ihr Studium mit dem Diplom ab. Zudem absolvierte Natalie Hanslik im Rahmen ihres Studiums ein Semester an der Staatlichen Hochschule für Film, Fernsehen und Theater Łódź.

## Filmografie
- 2006: Mastershot (Kurzfilm, Regie: Czarek Iber, Filmhochschule Lódz)
- 2006: Wzgórza jak białe słonie (Kurzfilm, Regie: Monika Zamojska, Filmhochschule Lódz)
- 2006: Musikvideo für die polnische Rockband Coma (VIVA, MTV)
- 2008: Grau (Kurzfilm, Regie: Friedemann Bezner)
- 2008: Je t’embrasse (Kurzfilm, Regie: Jan-Frederic Goltz)
- 2011: Tatort: Heimatfront
- 2016: Schubert in Love
- 2021: SOKO Köln (Fernsehserie, Folge Geschlagene Frauen)

## Bühnenrollen

### Staatstheater Hannover (2004–2009)
- Chor, in: Berlin Alexanderplatz (Regie: Jarg Patakis)
- Elin, in: Fucking Amal (Regie: Tanja Krone)
- Sophie, in: Kabale und Liebe (Regie: Nuran David Calis)
- Meggie, in: Tintentod (Regie: Heidelinde Leutgöb)
- Afra, in: Die Geierwally (Regie: Heidelinde Leutgöb)
- Frühlings Erwachen (Regie: Nuran David Calis)
- Roxane, in: Cyrano de Bergerac (Regie: Heidelinde Leutgöb)

### Theater der Stadt Heidelberg (2006)
- Margaret, in: Viel Lärm um nichts (Regie: Axel Richter)

### Volkstheater Rostock (2008)
- Becky Thatcher, in: Tom Sawyer und Huckleberry Finn (Regie: Ulla Theissen)

### Staatstheater Saarbrücken (2009/2010/2011)
- Gretchen, in: Faust (Regie: Dagmar Schlingmann)
- Der Blechmann, in: Der Zauberer von Oz
- Klara, in: Maria Magdalena (Regie: Dagmar Schlingmann)
- Ophelia, in: Hamlet (Regie: Dagmar Schlingmann)
- Motte, in Das blaue Meer (Regie: Jörg Wesemüller)
- Katarina, in Der Plan von der Abschaffung des Dunkelns (Regie: Rebecca Dotschka Seiler)
- Emma Mörschel, genannt Lämmchen, in Kleiner Mann, was nun? (Regie: Michael Talke)